# Ватаб (тауншип, Миннесота)
Ватаб (англ. Watab) — тауншип в округе Бентон, Миннесота, США. На 2000 год его население составило 2920 человек.

## География
По данным Бюро переписи населения США площадь тауншипа составляет 57,9 км², из которых 52,6 км² занимает суша, а 5,3 км² — вода (9,21 %).

## Демография
По данным переписи населения 2000 года здесь находились 2920 человек, 1036 домохозяйств и 812 семей.  Плотность населения —  55,5 чел./км².  На территории тауншипа расположено 1088 построек со средней плотностью 20,7 построек на один квадратный километр.  Расовый состав населения: 98,70 % белых, 0,14 % афроамериканцев, 0,14 % коренных американцев, 0,34 % азиатов, 0,17 % — других рас США и 0,51 % приходится на две или более других рас. Испанцы или латиноамериканцы любой расы составляли 0,72 % от популяции тауншипа.
Из 1036 домохозяйств в 42,2 % воспитывались дети до 18 лет, в 66,6 % проживали супружеские пары, в 7,5 % проживали незамужние женщины и в 21,6 % домохозяйств проживали немесейные люди. 15,7 % домохозяйств состояли из одного человека, при том 4,2 % из — одиноких пожилых людей старше 65 лет.  Средний размер домохозяйства — 2,82, а семьи — 3,17 человека.
29,6 % населения — младше 18 лет, 7,3 % — в возрасте от 18 до 24 лет, 31,7 % — от 25 до 44, 23,4 % — от 45 до 64, и 8,0 % — старше 65 лет.  Средний возраст — 36 лет. На каждые 100 женщин приходилось 105,3 мужчин.  На каждые 100 женщин старше 18 приходилось 103,3 мужчин.
Средний годовой доход домохозяйства составлял 50 604 доллара, а средний годовой доход семьи —  53 542 доллара. Средний доход мужчин —  35 750 долларов, в то время как у женщин — 22 017. Доход на душу населения составил 20 554 доллара.  За чертой бедности находились 4,8 % семей и 6,1 % всего населения тауншипа, из которых 10,5 % младше 18 и 3,1 % старше 65 лет.